# Adrian Newey
Adrian Martin Newey OBE (Stratford-upon-Avon, 26 december 1958) is een Brits Formule 1-ingenieur. Hij is sinds 2025 Managing Technical Partner bij Aston Martin F1. Newey wordt beschouwd als een van de beste ontwerpers in de geschiedenis van Formule 1.

## Carriere

### Formule 1
Na het ontwerpen van kampioenschapswinnende auto's voor Williams F1 en McLaren F1, vertrok hij naar Red Bull Racing in 2005. Zijn auto's wonnen daarin meermaals het constructeurs- en coureurskampioenschap. In mei 2024 kondigde Newey zijn vertrek aan bij Red Bull Racing en in september 2024 werd bekendgemaakt dat Newey per 2025 naar het team van Aston Martin F1 zou gaan. Daar vervult hij de rol van Managing Technical Partner.
Met twaalf constructeurskampioenschappen in de Formule 1 heeft hij meer kampioenschappen dan welke andere ontwerper ook en is hij de enige ontwerper die constructeurskampioenschappen heeft gewonnen met drie verschillende Formule 1-teams. 

### Andere autosport
Naast de Formule 1 heeft Newey ook in de NASCAR gewerkt als race engineer, aerodynamicus, ontwerper en technisch directeur. Newey's ontwerpen hebben ook de CART-titels behaald in 1985 en 1986.

## Palmares Formule 1
Constructeurskampioenschap F1
- Williams F1: 1992, 1993, 1994, 1996, 1997
- McLaren F1: 1998
- Red Bull Racing: 2010, 2011, 2012, 2013, 2022, 2023

Coureurskampioenschap F1
- 1992 – Nigel Mansell
- 1993 – Alain Prost
- 1996 – Damon Hill
- 1997 – Jacques Villeneuve
- 1998, 1999 – Mika Häkkinen
- 2010, 2011, 2012, 2013 – Sebastian Vettel
- 2021, 2022, 2023, 2024 – Max Verstappen

## Trivia
- Newey's zoon Harrison Newey is zelf autocoureur.
- Newey’s autobiografie, zo bouw je een auto, werd uitgebracht in 2017. De vertaalde versie werd in 2018 in Nederland uitgebracht.[4]

- Gemeinsame Normdatei: 116780659X
- International Standard Name Identifier: 0000 0004 7236 6378
- Library of Congress Control Number: no2018032429
- Nationale Bibliotheek van Tsjechië: osa20191057772
- Système universitaire de documentation: 233059490
- Virtual International Authority File: 6301152139997111100009
- WorldCat: E39PBJxhf6Yct8DhgmtmyFwBfq